# Çankaya Belediyesi Anka Spor Kulübü 2013-2014 (pallavolo maschile)
Questa voce raccoglie le informazioni riguardanti il Çankaya Belediyesi Anka Spor Kulübü nelle competizioni ufficiali della stagione 2013-2014.

## Organigramma societario
Area direttiva
- Presidente: Hüseyin Ünlü

Area tecnica
- Allenatore: Abdülhamit Binmez
- Allenatore in seconda: Veysel Gürsoy

## Rosa
| N° | Nome               | Ruolo | Data di nascita   | Nazionalità sportiva |
| -- | ------------------ | ----- | ----------------- | -------------------- |
| 1  | Kristian Knudsen   | S     | 1º agosto 1979    | Danimarca            |
| 2  | Berke Bıldırcın    | P     | 1º aprile 1996    | Turchia              |
| 3  | Furkan Aydın       | C     | 15 gennaio 1997   | Turchia              |
| 5  | Emre Savaş         | C     | 7 marzo 1995      | Turchia              |
| 6  | Taha Sabah         | S     | 5 maggio 1994     | Turchia              |
| 7  | Engin Özbek        | S     | 3 settembre 1982  | Turchia              |
| 8  | Matthias Böhme     | O     | 23 luglio 1987    | Germania             |
| 9  | Yüksel Bıdak       | C     | 6 giugno 1994     | Turchia              |
| 10 | Kaan Susam         | C     | 11 agosto 1993    | Turchia              |
| 12 | Tolgahan Demirbaş  | L     | 26 gennaio 1985   | Turchia              |
| 13 | Cihan Kırıcı       | P     | 21 novembre 1985  | Turchia              |
| 14 | Hasan Özkan        | P     | 14 settembre 1981 | Turchia              |
| 17 | Cansın Enaboifo    | O     | 7 settembre 1995  | Turchia              |
| 18 | Abdülkadir Özdemir | S     | 11 luglio 1994    | Turchia              |
| 20 | İsmail Özdemir     | S     | 31 agosto 1989    | Turchia              |

## Statistiche

### Statistiche di squadra
| Competizione     | Punti | In casa | In casa | In casa | In trasferta | In trasferta | In trasferta | Totale | Totale | Totale |
| Competizione     | Punti | G       | V       | P       | G            | V            | P            | G      | V      | P      |
| ---------------- | ----- | ------- | ------- | ------- | ------------ | ------------ | ------------ | ------ | ------ | ------ |
| Voleybol 1. Ligi | 5,1   | 11      | 1       | 10      | 11           | 0            | 11           | 28     | 3      | 25     |
| Totale           | -     | 11      | 1       | 10      | 11           | 0            | 11           | 28     | 3      | 25     |

G = partite giocate; V = partite vinte; P = partite perse

### Statistiche dei giocatori
| Giocatore    | Voleybol 1. Ligi | Voleybol 1. Ligi | Voleybol 1. Ligi | Voleybol 1. Ligi | Voleybol 1. Ligi | Totale | Totale | Totale | Totale | Totale |
| Giocatore    | P                | PT               | AV               | MV               | BV               | P      | PT     | AV     | MV     | BV     |
| ------------ | ---------------- | ---------------- | ---------------- | ---------------- | ---------------- | ------ | ------ | ------ | ------ | ------ |
| F. Aydın     | 6                | 5                | 4                | 0                | 1                | 6      | 5      | 4      | 0      | 1      |
| Y. Bıdak     | 28               | 148              | 94               | 45               | 9                | 28     | 148    | 94     | 45     | 9      |
| B. Bıldırcın | 15               | 9                | 5                | 3                | 1                | 15     | 9      | 5      | 3      | 1      |
| M. Böhme     | 9                | 115              | 105              | 6                | 4                | 9      | 115    | 105    | 6      | 4      |
| T. Demirbaş  | 27               | 0                | 0                | 0                | 0                | 27     | 0      | 0      | 0      | 0      |
| C. Enaboifo  | 27               | 273              | 241              | 24               | 8                | 27     | 273    | 241    | 24     | 8      |
| C. Kırıcı    | 27               | 20               | 4                | 6                | 10               | 27     | 20     | 4      | 6      | 10     |
| K. Knudsen   | 4                | 18               | 13               | 4                | 1                | 4      | 18     | 13     | 4      | 1      |
| E. Özbek     | 22               | 274              | 246              | 19               | 9                | 22     | 274    | 246    | 19     | 9      |
| A. Özdemir   | 20               | 70               | 51               | 15               | 4                | 20     | 70     | 51     | 15     | 4      |
| İ. Özdemir   | 23               | 128              | 107              | 10               | 11               | 23     | 128    | 107    | 10     | 11     |
| H. Özkan     | 10               | 7                | 1                | 3                | 3                | 10     | 7      | 1      | 3      | 3      |
| T. Sabah     | 20               | 54               | 38               | 8                | 8                | 20     | 54     | 38     | 8      | 8      |
| E. Savaş     | 27               | 204              | 150              | 43               | 11               | 27     | 204    | 150    | 43     | 11     |
| K. Susam     | 20               | 25               | 18               | 3                | 4                | 20     | 25     | 18     | 3      | 4      |

P = presenze; PT = punti totali; AV = attacchi vincenti; MV = muri vincenti; BV = battute vincenti
NB: Non sono disponibili i dati relativi alla Supercoppa turca e di conseguenza i dati totali